# Luciano Palos
Luciano Ramón Palos Ongaro (Rosario, Provincia de Santa Fe, Argentina, 8 de junio de 1979) es un exfutbolista argentino que jugaba de portero.

## Trayectoria
Se formó en las inferiores de Newell's Old Boys de la ciudad de Rosario, donde fue parte del primer equipo desde 1998, pero solo llegó a debutar en el año 2000. Tras su debut, pasó el tiempo para poder lograr consolidarse como titular pero tras un año y medio de continuidad la perdió por no estar en los planes de Américo Gallego con quien su equipo lograría el título a finales de año. Ese semestre solo hizo noticia por un escándalo con menores de edad en el que se vio involucrado.
Tras no haber sido considerado en el último campeonato, Palos partió de su club formador para recalar en Belgrano de Córdoba de la Segunda División donde solo permaneció un semestre, ya que al semestre siguiente regresaría a jugar en Primera pero esta vez por Gimnasia y Esgrima de Jujuy donde jugaría quince partidos el primer torneo y luego seis en el segundo. Tras esto, buscaría nuevos horizontes en el fútbol rumano.
En el fútbol rumano fichó para el FC Vaslui, pero no llegó a jugar ningún partido. Por esta razón, a fines del 2006 regresó al fútbol argentino pero esta vez fichando por Quilmes, donde no logró volver a afirmarse en la titularidad y su equipo terminó descendiendo. Tras esto ficha por el Central Córdoba de la Tercera División.

### San Luis de Quillota
El año 2009 tuvo su resurgimiento al fichar por San Luis de Quillota de la Primera B de Chile destacando el primer semestre de torneo obteniendo ofertas de diversos clubes pero finalmente se quedaría en el club quillotano para lograr a las finales el título del Torneo de Clausura y al final un anhelado ascenso que el club canario no lograba desde hace veintidós años. En lo personal, consiguió ser el portero menos batido de la categoría. Tras el ascenso continuaría jugando por San Luis en la Primera División pero tras una mala campaña el equipo regresó a la Primera B

### Cobreloa
Luego de descender con San Luis se fue en condición de préstamo a Cobreloa donde continuaría jugando en la máxima división del fútbol chileno durante 2012. El arquero titular de Cobreloa, Nicolás Peric, se desvinculó del equipo tras una negociación frustrada con el presidente del club y firmó por Rangers de Talca, así, Luciano Palos pasó a la titularidad del club.
En el año 2013 fue asegurando su titularidad con buenas actuaciones y llevando al equipo a una racha de varios partidos seguidos sin perder al mando del técnico Jorge García, pero tras perder el invicto no pudieron prolongar la regularidad y finalizaron en la décima posición.
En el 2014 pasaron 4 técnicos distintos por el banco de Cobreloa y aunque fue titular el equipo tuvo los peores resultados en la historia del club lo que tendría como consecuencia el descenso del equipo en 2015. En el primer semestre terminaron el 8° lugar y en el segundo semestre quedaron últimos en la tabla de posiciones y Luciano encajó 24 goles en los 11 partidos que jugó.
El 2015 vuelve Marco Antonio Figueroa al mando de la dirección técnica de Cobreloa con el objetivo de salir de la zona de descenso. En el Torneo de Clausura 2014-15 el equipo lucha por no descender y salir del fondo de la tabla acumulada y pese a que fueron regulares no pudieron salir del fondo de la tabla y finalmente el equipo descendió por secretaría tras una demanda de Ñublense y en lo personal a Palos le convirtieron 18 goles en los 14 partidos que jugó.

### San Marcos de Arica
Llega a la tienda del Santo, luego de varios años defendiendo los colores de Cobreloa. La intención de los loínos era retener al guardameta, pero éste, cansado de los problemas dirigenciales con el club, y sumado a ello el tener que bajar de categoría, decidió fichar por los ariqueños, donde debió pelear por el puesto con Pedro Carrizo, quien también extendió su contrato con el club.

## Clubes
| Club                        | País          | Año           | Partidos |
| --------------------------- | ------------- | ------------- | -------- |
| Newell's Old Boys           | Argentina     | 2000-2004     | 80       |
| Belgrano de Córdoba         | Argentina     | 2005          | 19       |
| Gimnasia y Esgrima de Jujuy | Argentina     | 2005-2006     | 20       |
| FC Vaslui                   | Rumania       | 2006          | 0        |
| Quilmes                     | Argentina     | 2007          | 6        |
| Central Córdoba             | Argentina     | 2008          | 15       |
| San Luis                    | Chile         | 2009-2010     | 69       |
| Cobreloa                    | Chile         | 2011-2015     | 110      |
| San Marcos de Arica         | Chile         | 2015          | 6        |
| Santiago Morning            | Chile         | 2016          | 14       |
| Gimnasia y Tiro de Salta    | Argentina     | 2016-2018     | 0        |
| Total carrera               | Total carrera | Total carrera | 339      |

## Palmarés

### Títulos nacionales
| Título           | Club              | País      | Año    |
| ---------------- | ----------------- | --------- | ------ |
| Primera División | Newell's Old Boys | Argentina | 2004-A |
| Primera B        | San Luis          | Chile     | 2009-C |